# ليسي فليتشر
ليسي إلين فليتشر (بالإنجليزية: Lacey Ellen Fletcher) كانت امرأة أمريكية تبلغ من العمر 36 عامًا، عُثر عليها ميتة في 3 يناير 2022 داخل منزل عائلتها في بلدة سلوتر بولاية لويزيانا، الولايات المتحدة. أثارت وفاتها صدمة واسعة في المجتمع الأمريكي ووسائل الإعلام بعد اكتشاف تعرضها لإهمال شديد من قبل والديها، حيث وُجدت جالسة لسنوات على أريكة مغطاة بإفرازاتها (بول، براز) دون رعاية طبية لازمة أو تدخل خارجي. وقد وُجهت لوالديها تهم القتل من الدرجة الثانية، قبل أن يتم التوصل إلى اتفاق في 20 مارس 2024 أُسقطت بموجبه التهم الأصلية مقابل الحكم عليهما بالسجن لمدة 20 عامًا.

## الخلفية
كانت ليسي تعاني من اضطرابات عصبية ونفسية، بما في ذلك طيف التوحد واضطراب القلق الاجتماعي. ويُقال إنها تعرضت للتنمّر خلال فترة دراستها الثانوية، قبل أن يسحبها والداها، شيلا وكلاي فليتشر، من المدرسة ويختارا تعليمها في المنزل. وبحسب ما ورد في التحقيقات، كان والداها يعبّران بشكل متكرر عن تذمرهما من ابنتهم، قائلين إنهما لم يكونا يرغبان في لعب دور مقدمي الرعاية عندما أصبحا والدين.

## الوفاة
في 3 يناير 2022، أبلغ والدها خدمات الطوارئ أن ابنتهما لم تعد تستجيب. عند وصول المسعفين، وُجدت ليسي جثةً متحللة على أريكة في غرفة المعيشة، وقد غطى جسدها البراز والحشرات، وكانت مصابة بتقرحات عميقة نتيجة الجلوس لفترة طويلة دون حركة. أفادت التحقيقات أنها كانت في نفس الوضع لعدة سنوات. عند وفاتها، كان وزنها لا يتجاوز 44 كجم (96 رطلًا)، مما يعكس حالتها الجسدية المتدهورة نتيجة الإهمال.

## التحقيق والإجراءات القانونية
في مايو 2022، اعتُقل والدا ليسي، شيلا وكلاي فليتشر، وُجهت إليهما تهمة القتل من الدرجة الثانية نتيجة الإهمال الجسيم الذي أدى إلى وفاة ابنتهما. أُطلق سراحهما لاحقًا بكفالة، إلا أن القاضي أسقط التهمة في مرحلة لاحقة. ومع ذلك، أعادت هيئة محلفين كبرى توجيه الاتهام إليهما في يونيو 2023 بنفس تهمة القتل من الدرجة الثانية.
في 6 فبراير 2024، توصّل الادعاء إلى اتفاق مع المتهمين أقرّا فيه بعدم الاعتراض على التهم (No contest plea)، مقابل تخفيض التهمة إلى القتل غير العمد، وهي تهمة أقل خطورة من القتل من الدرجة الثانية التي كانت ستقودهما إلى السجن المؤبد دون إمكانية الإفراج المشروط.
أعلنت النيابة العامة أنها ستسعى للحصول على أقصى عقوبة ممكنة لجريمة القتل غير العمد، وهي أربعون عامًا، وذلك بهدف تحقيق ما يشبه "الحكم المؤبد الفعلي". وفي 20 مارس 2024، أصدرت المحكمة حكمًا بالسجن لمدة 20 عامًا، إضافة إلى 20 عامًا أخرى مع وقف التنفيذ.

## التغطية الإعلامية للقضية
لقيت القضية اهتمامًا واسعًا في الولايات المتحدة، واعتُبرت واحدة من أبشع حالات الإهمال الأسري التي تم الكشف عنها في السنوات الأخيرة. وقد تداولت وسائل الإعلام صورًا ومقاطع من مكان الوفاة، فيما تولّت شبكات إخبارية كبرى تغطية تفاصيل المحاكمة وردود الفعل التي أثارتها في الرأي العام.